# Schnarchralle

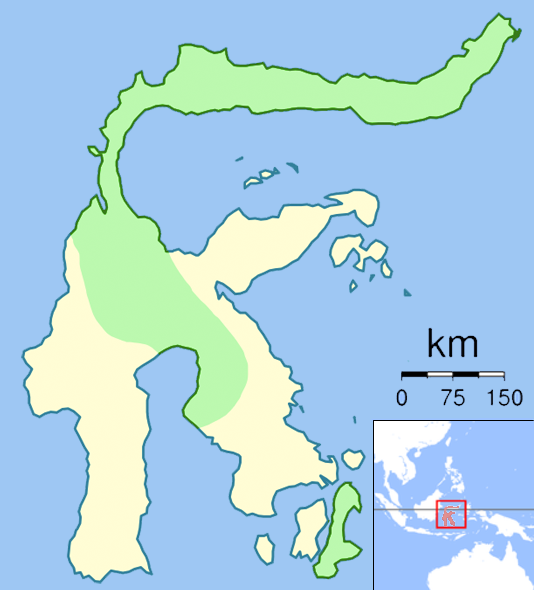
Verbreitungsgebiet der Schnarchralle

Die Schnarchralle (Aramidopsis plateni) ist eine flugunfähige Rallenart, die auf der indonesischen Insel Sulawesi endemisch ist. Sie ist die einzige Vertreterin der Gattung Aramidopsis. Das Artepitheton ehrt Carl Constantin Platen, der 1885 das Typusexemplar bei Rurukau im Regierungsbezirk Minahasa im Westen der ehemals Celebes genannten Insel gesammelt hatte. Bei einer anderen Expedition unter der Leitung von Paul Sarasin und seinem Großcousin Fritz Sarasin zwischen 1893 und 1898 wurden weitere Rallen geschossen. Erst 1930 reiste mit Gerd Heinrich erneut ein westlicher Forscher nach Celebes, wo er weitere Exemplare dieser seltenen Ralle aufspüren konnte. Hierüber verfasste er 1932 sein Buch Der Vogel Schnarch – Zwei Jahre Rallenfang und Urwaldforschung.

## Merkmale
Die Schnarchralle erreicht eine Körperlänge von 30 cm. Die Beine und die Füße sind kräftig. Im Feld erscheint der Vogel schwanzlos. Der Schnabel ist leicht nach unten gebogen. Die Geschlechter ähneln sich. Das Weibchen hat jedoch einen heller rötlichen Hinterhals und das Kinn weist häufig eine geringere Weißfärbung als beim Männchen auf. Der Schnabelansatz und die Iris sind rötlich (beim Männchen gelblich). Die immaturen und juvenilen Vögel sind unbeschrieben.

## Ähnliche Arten
Die Schnarchralle kommt sympatrisch mit der ähnlich großen, jedoch anders gemusterten Rosenbergralle (Gymnocrex rosenbergi) vor. Bei der ebenfalls ähnlich großen Bindenralle (Hypotaenidia philippensis) sind Kopf, Oberseite und Brust gemustert. Sie ist in Waldnähe zu beobachten. Die kleinere, in Sümpfen lebende Graubrustralle (Lewinia striata) hat eine ähnlich gefärbte Unterseite und einen kastanienbraunen Nacken. Die Oberseite ist jedoch deutlich gebändert.

## Systematik
1886 wurde das Taxon von Wilhelm Blasius vom Naturhistorischen Museum Braunschweig als Rallus plateni erstbeschrieben. Aufgrund der oberflächlichen Ähnlichkeit des Vogels mit Rallen der Gattung Aramides stellte Richard Bowdler Sharpe 1893 die monotypische Gattung Aramidopsis auf.

## Verbreitung
Das Verbreitungsgebiet der Schnarchralle sich auf den Norden, den zentralen Norden und den Südosten von Sulawesi.

## Lebensraum
Die Schnarchralle kommt in Sekundärwäldern mit dichtem Lianen- und Bambus-Bewuchs vor, insbesondere an den Rändern von Tiefland- oder Hochlandwäldern. Sie taucht gelegentlich im angrenzenden Primärwald auf. Auf der Minahasa-Halbinsel wurde sie in der Sekundärvegetation an Berghängen beobachtet, die an der Basis von Ebenen mit Elefantengras und kleinen Sträuchern gesäumt sind. Im Lore-Lindu-Nationalpark wurde sie am häufigsten in feuchter, undurchdringlicher Sekundärvegetation nachgewiesen. 1987 gab es Beobachtungen in einen alten Sekundärwald (der sich in seiner Struktur kaum vom Primärwald unterscheidet) mit dichtem, von Rattans dominiertem Unterholz auf sehr feuchtem und torfigem Boden am Rande eines schnellfließenden Baches. Der Hinweis auf das Eindringen der Art in Reisfelder könnte auf einer Verwechslung mit der Bindenralle beruhen.

## Lebensweise
Die Lebensweise der Schnarchralle ist bisher nur wenig studiert. Die Hauptnahrung besteht wahrscheinlich aus Krabben, aber auch Eidechsen bereichern das Nahrungsangebot. Ein in Gefangenschaft gehaltener Vogel ernährte sich einige Zeit von Krabben. Die Schnarchralle sucht in Gebirgsbächen nach Krabben. Sie wurde jedoch auch bei der Nahrungssuche in einer flachen, schlammigen Rinne beobachtet. Hinsichtlich des Fortpflanzungsverhalten gibt es nur einen Nachweis über einen Altvogel mit zwei Küken im August 1983.

## Lautäußerungen
Die Schnarchralle hat einen unverwechselbaren, eher leisen Ruf, der 1 bis 2 Sekunden dauert und als ee-orrrr wiedergegeben wird. Nach einem sehr kurzen Schnaufen folgt ein längeres Schnarchgeräusch, das häufig zu hören ist und dem diese Art ihren Trivialnamen verdankt. Auch kurze, leise, tiefe seufzende hmmmm-Rufe wurden identifiziert.

## Status
Die Schnarchralle wird in der IUCN Red List in der Kategorie „gefährdet“ (vulnerable) gelistet. Sie hat ein eingeschränktes Verbreitungsgebiet, das die Endemic Bird Area Sulawesi umfasst, ist lokal verbreitet und schwer zu beobachten. Lange nur von elf Exemplaren bekannt, die alle bis auf eines vor 1940 gesammelt wurden, gab es zwischen 1983 und 1992 vier Sichtungen. Seither wurde die Schnarchralle einige Male gesichtet.
Die heimliche Lebensweise dieser Art macht die Bewertung ihres Status sehr schwierig. Gefährdet ist sie durch Abholzung, die in Teilen von Sulawesi bereits weit verbreitet ist. Auf der Minahasa-Halbinsel war die Schnarchralle in der Vergangenheit offenbar recht häufig anzutreffen, wurde jedoch bereits 1941 durch die zunehmende Abholzung entlang des Menado-Flusses als bedroht beschrieben und wurde in einigen Gebieten durch groß angelegte Fangaktionen fast ausgerottet. Die Schnarchralle kommt in drei Schutzgebieten vor, im Tangkoko-DuaSudara Nature Reserve, im Nationalpark Bogani Nani Wartabone (IUCN-Kategorie II) und im Nationalpark Lore Lindu (IUCN-Kategorie II). Letzterer ist von Holzeinschlag und Rattanernte betroffen, und es wurden verwilderte Katzen beobachtet.